# Cao Lin
Pour les articles homonymes, voir Cao.
Dans ce nom, le nom de famille précède le nom personnel.
Cao Lin (? - 250 ; chinois : 曹霖) est le fils de Cao Pi, petit-fils de Cao Cao et le père de Cao Mao. Il est aussi le demi-frère de Cao Rui.
Il devient prince de Hedong en 222, puis prince de Guantao en 225. Plus tard, il a été nommé prince de Donghai par l'empereur Cao Rui, son frère.
Après sa mort, en 250, son fils Cao Qi a hérité de son titre et est devenu à son tour prince de Donghai.